# KF Llapi
Der KF Llapi (albanisch Klubi Futbollistik Llapi Podujevë) ist ein 1932 gegründeter Fußballverein aus der Stadt Podujeva, Kosovo.

## Geschichte
Der 1932 gegründete Verein war im alten Jugoslawien unter den Namen FK Lab bekannt. Seit der Unabhängigkeit des Kosovos trägt er seine heutige Bezeichnung. Nach dem Gewinn des Kosovarischen Pokals 2021 qualifizierte sich die Mannschaft erstmals für einen europäischen Wettbewerb. Dort traf man in der 1. Qualifikationsrunde der UEFA Europa Conference League auf KF Shkupi aus Nordmazedonien und schied mit 0:2 und 1:1 aus. Ein Jahr später gewannen sie erneut den Pokal und schieden in der 1. Qualifikationsrunde gegen FK Budućnost Podgorica (Montenegro) mit 0:2 und 2:2 aus.

## Stadion
Seine Heimspiele trägt der KF Llapi im Stadiumi Zahir Pajaziti aus, das ca. 6.000 Zuschauern Platz bietet.

## Erfolge
- Kosovarischer Pokalsieger: 2021, 2022

## Europapokalbilanz
| Saison  | Wettbewerb                    | Runde                  | Gegner                 | Gesamt | Hin     | Rück    |
| ------- | ----------------------------- | ---------------------- | ---------------------- | ------ | ------- | ------- |
| 2021/22 | UEFA Europa Conference League | 1. Qualifikationsrunde | KF Shkupi              | 1:3    | 0:2 (A) | 1:1 (H) |
| 2022/23 | UEFA Europa Conference League | 1. Qualifikationsrunde | FK Budućnost Podgorica | 2:4    | 0:2 (A) | 2:2 (H) |
| 2024/25 | UEFA Europa League            | 1. Qualifikationsrunde | Wisła Krakau           | 1:4    | 0:2 (A) | 1:2 (H) |
| 2024/25 | UEFA Conference League        | 2. Qualifikationsrunde | Brøndby IF             | 2:8    | 0:6 (A) | 2:2 (H) |

Gesamtbilanz: 8 Spiele, 3 Unentschieden, 5 Niederlagen, 6:19 Tore (Tordifferenz −13)

## Sonstiges
Die ehemaligen Stadtrivalen von KF Llapi sind KF Besiana und KF Hysi, die beide jedoch aufgelöst wurden.